# Cá đối mắt vàng
Cá đối mắt vàng (danh pháp khoa học: Aldrichetta forsteri) là một loài cá đối trong họ Mugilidae, cũng là loài duy nhất trong chi Aldrichetta.
Nó sinh sống trong khu vực ven New Zealand, quần đảo Chatham và khu vực ven miền đông, tây và nam Australia. Tại New Zealand nó còn được gọi là sprat (cá trích cơm) hay herring (cá trích), nhưng thực tế nó chẳng phải cá trích cơm mà cũng chẳng phải cá trích thật sự. Nó cũng hay được gọi là sand mullet (cá đối cát).

## Miêu tả
Loài cá đối này có lưng màu xanh lục ô liu, phần bụng màu trắng, thường có vết vàng. Mắt màu vàng tươi khác biệt, như tên gọi phổ biến của nó gợi ý, và đây là đặc điểm để dễ dàng phân biệt nó với các loài cá ven biển khác. Nói chung các cá thể có thể phát triển tới chiều dài 25 cm. Kích thước kỷ lục đã ghi nhận là dài 50 cm và cân nặng 0,95 kg.
Cá đối mắt vàng là tương tự như cá đối mục (Mugil cephalus), nhưng có đầu và mõm nhọn hơn cũng như không lớn như cá đối mục, nhưng các răng của nó thì nhiều và to lớn hơn của cá đối mục.
Chúng sinh sống trong khu vực từ bề mặt tới độ sâu 50 m, nhưng thường chỉ xuống tới độ sâu 10 m. Các bầy cá đối mắt vàng có số lượng lớn trong mùa hè và thường bơi vào khu vực vịnh hay cửa sông, cũng như thỉnh thoảng tiến hẳn vào trong sông. Thức ăn chủ yếu của chúng là các mảnh vụn, tảo và động vật không xương sống ở vùng đáy. Thỉnh thoảng có thể thấy các bầy cá lớn kiếm ăn ở vùng nước bề mặt. Tuổi thọ cao nhất đã ghi nhận là 7 năm.
Thịt cá đối mắt vàng chứa rất nhiều các axit béo omega 3.